# Thelairoleskia bicolor
Thelairoleskia bicolor är en tvåvingeart som beskrevs av Townsend 1926. Thelairoleskia bicolor ingår i släktet Thelairoleskia och familjen parasitflugor. Inga underarter finns listade i Catalogue of Life.